# Samuel Collenbusch
Samuel Collenbusch, född 1 september 1724, död 1 september 1803, var en tysk läkare och mystiker.
Collenbusch påverkades av Gerhard Tersteegen och av den apokalyptisk-pietistiska riktning, som företräddes av Johann Albrecht Bengel och Friedrich Christoph Oetinger samt av Jacob Böhmes skrifter och av Gottfried Wilhelm von Leibniz teodicéproblem. Utifrån detta utformade Collenbusch ett säreget frälsningshistoriskt system, som påverkade bland andra Christian Thomasius. Collenbusch samlade kring sig en skara anhängare, som förde hans tankar vidare. Bland hans lärjungar märks främst Gottfried Menken.
På svenska finns utgivet Utdrag ur Collenbuschs dagbok (1893, 2:a upplagan 1895).